# RTK (navegación)

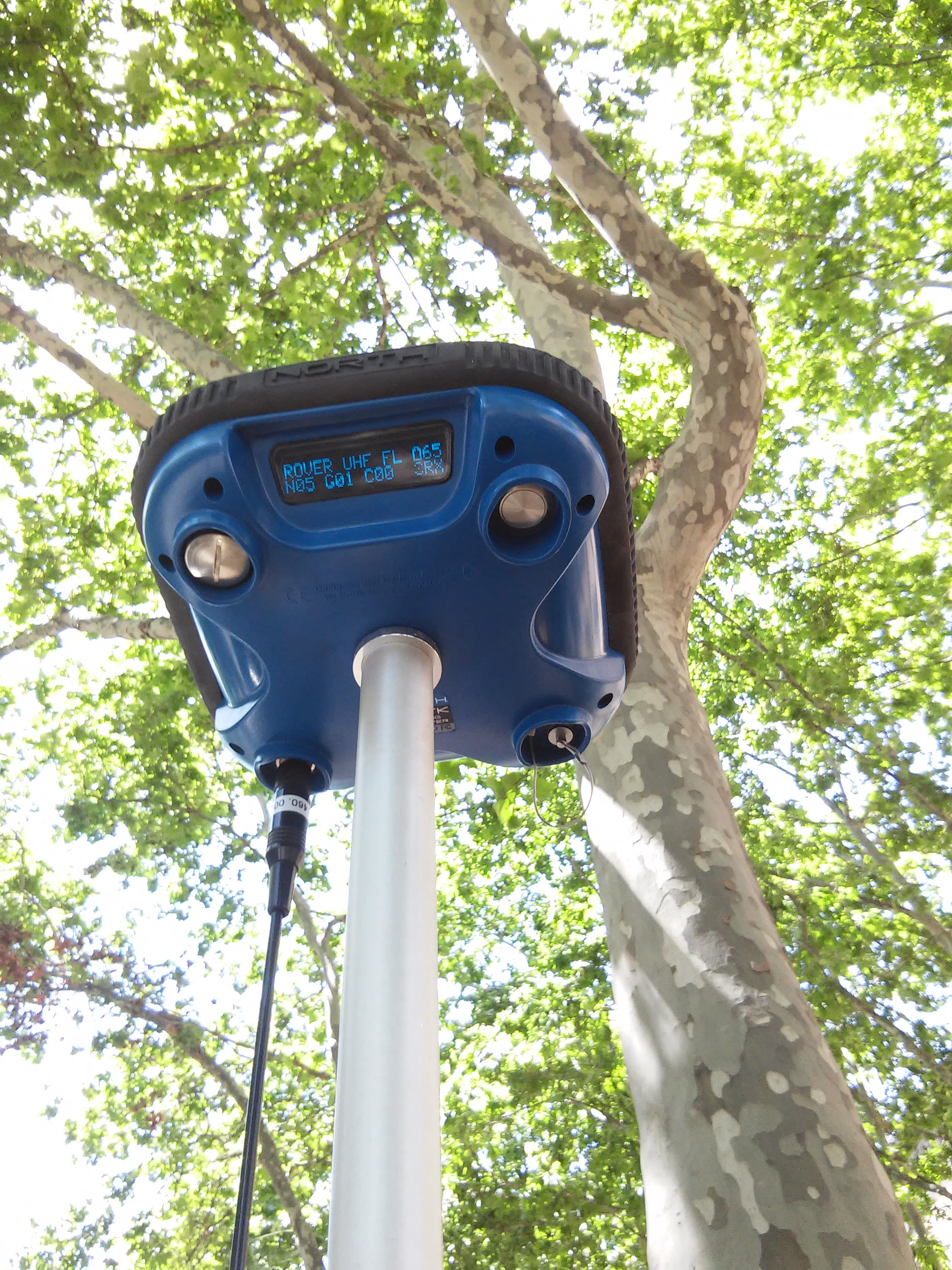
Receptor GNSS North SmaRTK trabajando bajo condiciones de baja recepción.

RTK (del inglés Real Time Kinematic) o navegación cinética satelital en tiempo real, es una técnica usada para la topografía, maquinaria agrícola y navegación marina basado en el uso de medidas de fase de navegadores con señales GPS, GLONASS y/o de Galileo, donde una sola estación de referencia proporciona correcciones en tiempo real, obteniendo una exactitud submetrica. Cuando se refiere al uso particular de la red GPS, el sistema también es llamado comúnmente como DGPS (Corrección de portador de  fase).
Los receptores "normales" basados navegación por satélite, comparan una señal pseudoaleatoria que es enviada desde el satélite con una copia interna generada por la misma señal. Puesto que la señal del satélite tarda tiempo en alcanzar al receptor, las dos señales no se "alinean" correctamente; la copia del satélite se retrasa en referencia a la copia local. Al retrasar progresivamente la copia local, las dos señales se alinearán correctamente en algún momento. Este retraso es el tiempo necesario para que la señal alcance al receptor, y del resultado de esto puede ser calculada la distancia al satélite.
La precisión de la medición resultante es generalmente una función de la capacidad electrónica del receptor para comparar exactamente las dos señales. En general, los receptores tradicionales pueden alinear las señales con un porcentaje de 1% de margen de error.
Por ejemplo, el código de lectura en bruto (C/A) enviado al sistema del GPS envía un bit de información cada 0.98 microsegundos, de tal modo que un receptor tiene precisión de 0.01 microsegundos, o cercano a los 3 metros en términos de distancia. La señal exclusiva de uso militar P(Y) enviada por los mismos satélites se registra diez veces más rápidamente, así que con técnicas similares el receptor tendrá precisión de cerca de 30 cm. Otros efectos introducen errores mucho mayores que esto, y la exactitud basada en una señal C/A sin corregir es generalmente cerca de 15 M.
RTK sigue el mismo concepto general, pero usa el portador de satélite como su señal, no los mensajes contenidos en el mismo. La mejora posible usando esta señal es potencialmente muy alta si una continúa asumiendo una exactitud del 1% en la fijación. Por ejemplo, el código de adquisición de datos en bruto GPS (C/A) transmitidos en señal L1 cambia fase a 1.023 megaciclos (MHz), pero  el portador L1 por sí mismo es de 1575.42 MHz, más de mil veces más rápido. Esta frecuencia corresponde a una longitud de onda de 19 cm para la señal L1. De esta manera un error de ±1% en la medición de fase del portador L1 corresponde a un error de ±1.9mm en la estimación base.
La dificultad para implementar un sistema RTK radica en alinear correctamente las señales. Las señales de navegación se codifican deliberadamente para impedir que sean alineadas fácilmente, donde cada ciclo del portador es similar a cada otro. Esto provoca que sea extremadamente difícil saber si se han alineado correctamente las señales o si está corrida en un ciclo y de este modo se está introduciendo un error de 20 cm, o un múltiplo más grande de 20 cm. Este problema de ambigüedad de un número entero se puede abordar a cierto grado con sofisticados métodos estadísticos que comparan las mediciones de las señales C/A y comparando los rangos resultantes entre varios satélites. Sin embargo, ninguno de estos métodos pueden reducir este error a cero.
En la práctica, los sistemas de RTK utilizan un solo receptor como estación base y un número determinado de unidades móviles. La estación base retransmite la fase del portador que hace mediciones, y las unidades móviles comparan sus propias medidas de fase con las que está recibiendo la estación base. Hay varias maneras de transmitir una señal corregida de la estación base a la estación móvil. La manera más popular de alcanzar una transmisión de señales en tiempo real y de bajo costo es utilizar un módem de radio, típicamente en la banda UHF. En la mayoría de los países, ciertas frecuencias se asignan específicamente para uso de RTK. Gran parte del equipo topográfico terrestre tiene un módem de banda UHF integrado como opción estándar. Hoy en día es muy popular el uso de comunicación GPRS (por vía de internet celular móvil) entre la base y el rover, o bien del rover con respecto a una estación de referencia, que bien puede ser CORS (de operación continua) o VRS (virtual).
Esto permite que las unidades calculen su posición relativa en milímetros, aunque su posición absoluta sea exacta solamente a la misma exactitud que la posición de la estación base. La exactitud nominal típica para estos sistemas de doble frecuencia es de 1 centímetro ± 2 partes por millón (ppm) horizontalmente y 2 centímetros ± 2 ppm verticalmente.
Aunque estos parámetros limitan la utilidad de la técnica RTK en términos de navegación general, se adapta perfectamente para fines topográficos. En este caso, la estación base está situada en una ubicación predeterminada y bien referenciada, a menudo una mohonera, y las unidades móviles pueden entonces producir un mapa con alta precisión al hacer correcciones en relación con ese punto. También se han encontrado aplicaciones de RTK en sistemas de navegación automática (piloto automático), industria agrícola de precisión y otros fines similares.
El método de estaciones de referencia virtuales (VRS) aumenta el uso de RTK a un área entera de una red de estaciones de referencia. La confiabilidad operacional y las exactitudes que se alcanzarán dependen de la densidad y las capacidades de la red referencia. Finalmente, las nuevas orientaciones de los levantamientos precisos, serán la inserción de RTK y VRS.